# Federació Catalana de Bàdminton
La Federació Catalana de Bàdminton (FECAB) és l'organisme rector que ordena, impulsa i dirigeix tota l'activitat esportiva del Bàdminton a Catalunya. Forma part de la Unió de Federacions Esportives de Catalunya.

## Història
Fou constituïda el novembre del 1986 i el primer president fou Francisco Valls Luque. Malgrat que a Catalunya ja el practicaven els membres de la colònia anglesa que es va establir a les principals poblacions industrials catalanes a les acaballes del segle xix i principi del XX, el bàdminton va tardar a introduir-se a Catalunya. Les primeres competicions de les quals es té constància són els campionats socials que s'organitzaven en clubs de tennis, com el que hi ha documentat al Club Pineda de la Marina de Castelldefels l'any 1955 i el Club de Tennis Sant Gervasi que va organitzar el 1972 el primer campionat Open d'aquest esport i va tenir els primers contactes internacionals amb jugadors holandesos. El 1980 José Salsas professors d'Eduació Física va crear el primer club català de bàdminton a la Seu d'Urgell. Per aquella època, també es va crear la Comissió Gestora de la Federació Catalana i es van iniciar les activitats esportives a Catalunya amb l'objectiu de promoure'l i divulgar-lo. L'any 1984 es van aprovar els Estatuts, i va ser reconeguda oficialment per la Direcció General de l'Esport de la Generalitat de Catalunya a finals de 1986. Uns dies abans s'havia disputat el Trofeu Ciutat de Barcelona de Bàdminton. El fet que el bàdminton fos un dels esports d'exhibició als Jocs Olímpics de Seül 1988 i entrés al programa oficial dels de Barcelona 1992, li va donar un nou impuls a Catalunya, on la seva pràctica es va anant estenent, com per exemple per les dues comarques del Vallès, especialment a Granollers i la Garriga, on actualment se celebra l'Open Catalunya, de caràcter internacional. Desenvolupa projectes específics per promocionar l'esport de base, a través del minibàdminton i del projecte Millor Bàdminton, per mitjà del qual s'ofereix una millor formació a tècnics i jugadors al Centre de Tecnificació de Granollers sota la direcció de l'exjugador gal·lès Richard Vaughan i Rafael Lucas. Organitza regularment el Campionat de Catalunya de les diverses categories, en les modalitats d'individuals, dobles i per equips i altres competicions com el Circuit Català.

## Presidents

### Francisco Rafael Valls Luque(1987-2007)
Fundador i primer president el 1980 va liderar els tràmits per a la fundació de la Federació Catalana de Bàdminton, va engegar les primeres activitats esportives amb la finalitat de promocionar i divulgar aquest esport i es va convertir en el president de la seva comissió gestora. Va col·laborar intensament amb el Comitè Espanyol de Bàdminton per aconseguir el reconeixement de la Federació Espanyola, que beneficiava a la Catalana, i l'entesa va ser fructífera, ja que se’ls facilità tota classe d'ajuts de material, documentació, reglaments, competicions, etc. I des de Catalunya es facilitaren els primers patrocinadors del bàdminton espanyol i català. Durant el seu mandat es van celebrar nombroses competicions d'àmbit català, estatal i internacional. Es van crear uns vint-i-cinc nous clubs, es van fer nombroses promocions en altres entitats i en centres d'ensenyament, i es van impartir cursos d'entrenadors, àrbitres, estades d'estiu i de perfeccionament en col·laboració amb el CAR de Sant Cugat.

### Rafael Lucas Ruiz (2007-2008, 2016-)
Ha estat jugador, entrenador, àrbitre i directiu de bàdminton, com a jugador, es va proclamar campió d'Espanya de veterans en dobles masculins i subcampió en la prova individual l'any 1994. Llicenciat en Educació Física, el 1983 va ser un dels fundadors i primer president de l'Associació Granollers Esportiva, entitat dedicada inicialment a la difusió dels esports minoritaris, i des de 1984 en la promoció i pràctica del bàdminton. El 1992 va ser el director esportiu d'aquest esport en els Jocs Olímpics de Barcelona i un any després va començar la seva vinculació federativa com a membre del Consell de la Federació Internacional de Bàdminton, al qual va pertànyer fins al 1994. També ha estat membre de la junta directiva de la Federació Espanyola de Bàdminton.

### Antonio Colorado Rodríguez (2008-2016)
L'any 1983 va ser un dels socis fundadors de l'Associació Granollers Esportiva, club degà del bàdminton en aquesta ciutat, i el 2004 també va fundar el Club Bàdminton Vilanova del Vallès, del qual va ser igualment el primer president. Havia entrat a la junta de la FECAB com a vocal i més tard es va convertir en vicepresident. Abans havia participat en l'organització de la competició de bàdminton en el Jocs Olímpics de Barcelona 1992. Com a jugador d'aquest esport, va ser subcampió de Catalunya de dobles masculins l'any 1989 i campió de Catalunya veterà el 1999, i el 2009 també va ser subcampió de Catalunya individual i dobles en categoria veterans.